# Hemisemidalis hreblayi
Hemisemidalis hreblayi là một loài côn trùng trong họ Coniopterygidae thuộc bộ Neuroptera. Loài này được Sziráki miêu tả năm 1999.